# Lowell Devils

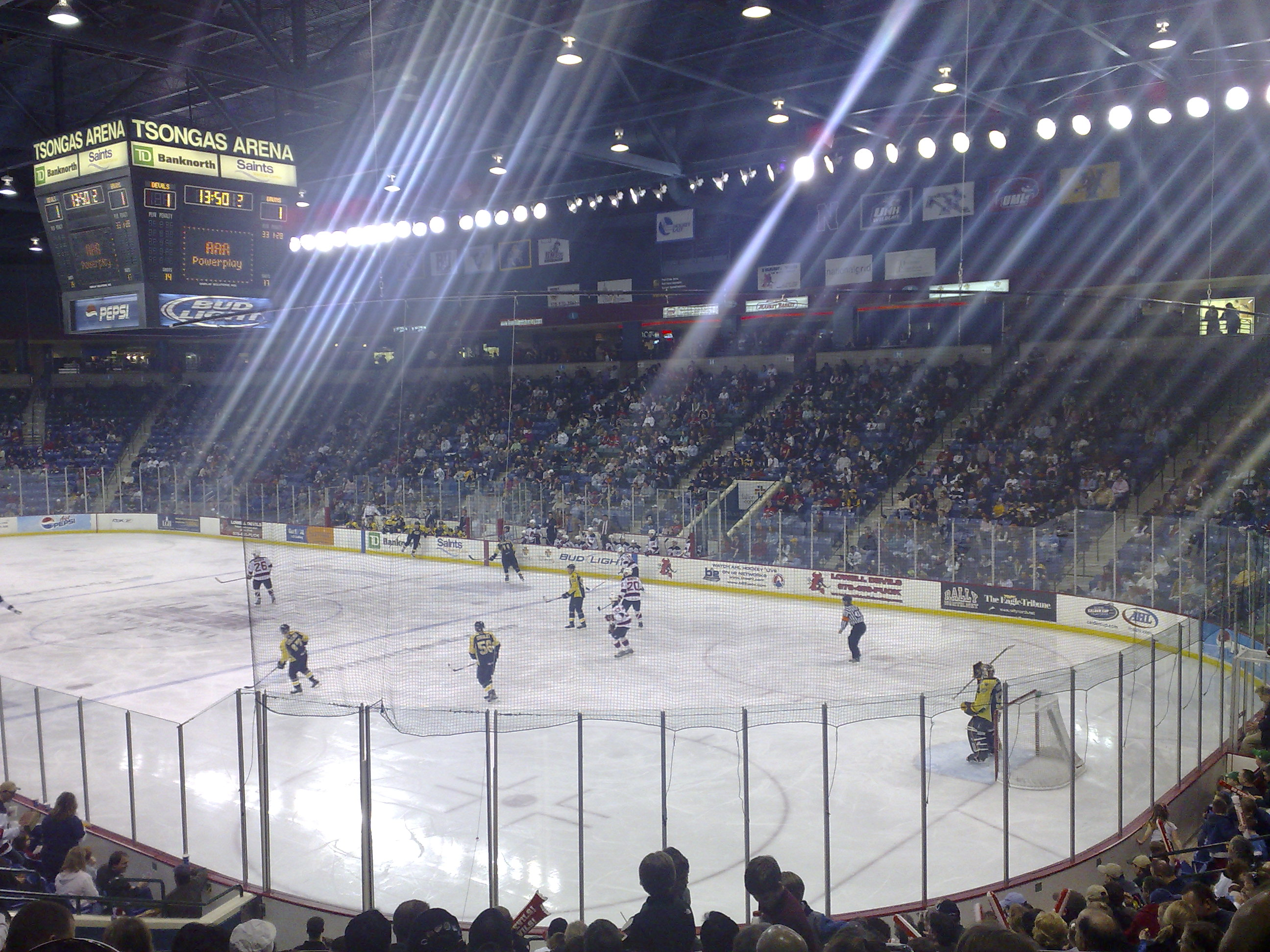
Momentka z domácího utkání Devils v Tsongas Center

Lowell Devils byl profesionální americký klub ledního hokeje, který sídlil v Lowellu ve státě Massachusetts. Své domácí zápasy hráli "Ďáblové" v tamní aréně Tsongas Center at the University of Massachusetts Lowell. Klub působil pod tímto názvem v letech 2006-2010, kdy byl záložním týmem klubu NHL New Jersey Devils.
V letech 1998-2006 klub nastupoval v soutěži pod názvem Lowell Lock Monsters, v té době byl postupně farmou klubů New York Islanders (1998–01), Los Angeles Kings (2000/01), Carolina Hurricanes (2001–2006), Calgary Flames (2003–05) a Colorado Avalanche (2005/06).
Od roku 2006 měl klub nejnižší průměrnou domácí návštěvnost z klubů AHL. Vedení New Jersey se tedy rozhodlo přesunout svůj záložní celek do Albany, kde od sezony 2010/2011 působí klub Albany Devils. 

## Historické názvy
Zdroj: 
- 1998 – Lowell Lock Monsters
- 2010 – Lowell Devils

## Úspěchy klubu
- Vítězové divize – 2x s názvem Lock Monsters (1998/99, 2001/02)

## Klubové rekordy

### Za sezonu
Góly: 38, Chuck Kobasew (2004/05)
Asistence: 56, Keith Aucoin (2005/06)
Body: 85, Keith Aucoin (2005/06)
Trestné minuty: 256, Louis Robitaile (2009/10)
Průměr obdržených branek: 1.99, Cam Ward (2004/05)
Procento úspěšnosti zákroků: .937, Cam Ward (2004/05)

### Celkové
Góly: 77, Mike Zimoganis
Asistence: 114, Mike Zimoganis
Body: 191, Mike Zimoganis
Trestné minuty: 256, Rich Brennan
Čistá konta: 6, Brent Krahn a Cam Ward
Vychytaná vítězství: 41, Marcel Cousineau
Odehrané zápasy: 254, Mike Zimoganis